# Alfonso Pérez de Guzmán el Bueno y Gordón
Alfonso Pérez de Guzmán el Bueno y Gordón (Madrid, 1862-Madrid, 1936) fue un político español, diputado y senador en las Cortes de la Restauración. Ostentó el título nobiliario de conde de Torre-Arias.

## Biografía
Nació en Madrid el 24 de marzo de 1862. Hijo de María de la Concepción Gordón y Golfin y de Enrique Pérez de Guzmán el Bueno, ostentó los títulos nobiliarios de conde de Torre Arias, marqués de Santa Marta y marqués consorte de la Torre de Esteban Hambrán. Fue maestrante de Sevilla y gentilhombre de cámara con ejercicio y servidumbre. El 25 de junio de 1910 el rey Alfonso XIII le concedió grandeza de España de primera clase. Desempeñó los cargos de teniente de alcalde de Madrid y diputado a Cortes por Cáceres en los años de 1891-1893, 1896-1898, 1903-1905 y 1907-1910, además del de senador del reino. Contrajo matrimonio con María de los Dolores de Salazar y Arteaga y falleció en 1936, el día 24 de julio, en Madrid.